# Kelly Ryan
Kelly Ann Ryan (Minneapolis, 10 luglio 1972) è un'ex culturista statunitense.

## Biografia
Kelly Ryan Inizia la propria carriera nel mondo del fitness, quando all'età di otto anni inizia a praticare ginnastica. Questo servirà in seguito come base per altre attività atletiche in cui sarà coinvolta durante gli anni delle scuole superiori, fra cui il cheerleading e la pallacanestro. Dopo la scuola la Ryan studia giornalismo presso l'Università della Carolina del Sud. Mentre studia, Kelly Ryan lavora anche come coreografa, cosa che si rivelerà molto utile nella sua decisione di diventare un'atleta di fitness.
La sua prima gara è stata la NPC South Carolina State nel 1995, dove si piazza al primo posto. In seguito la Ryan vincerà otto competizioni di fitness, fra cui l'Arnold Classic 2000, il Fitness International 2000 ed il Night of Champion 2003. Inoltre lavora molto come modella di fitness presso le esposizioni e le fiere e nelle riviste specializzate.
Nel 2008 Kelly Ryan ha confessato l'omicidio, per cui era processata, di Melissa James, sua assistente ed amante del marito, il culturista Craig Titus, trovata priva di vita il 14 dicembre 2005.
Kelly è stata sposata con il culturista Craig Titus fino al 2009, anno in cui è stato finalizzato il suo divorzio. La donna è stata condannata a due mandati consecutivi di 3-13 anni di carcere da scontare presso il Florence McClure Women's Correctional Facility in Nevada.

## Competizioni
- 2004 Fitness International – 2a
- 2003 Fitness Olympia – 2a
- 2003 Night of Champions (fitness) – Campionessa
- 2003 Fitness International – 3a
- 2002 GNC Show of Strength – Campionessa
- 2002 Fitness Olympia – 2a
- 2002 Jan Tana Pro Fitness – 1a
- 2002 Show of Strength Pro Fitness – 1a
- 2002 Southwest Pro Fitness – 1a
- 2001 Fitness Olympia – 3a
- 2001 Pittsburgh Pro Fitness – 1a
- 2001 Jan Tana Classic – 1a
- 2001 Fitness International – 2a
- 2000 Fitness Olympia – 2a
- 2000 Fitness International – 1a
- 1999 IFBB Fitness Olympia – 2a
- 1999 IFBB Jan Tana Classic – 1a
- 1999 World Pro Fitness – 2a
- 1998 Ms. Fitness America – 1a
- 1998 Team Universe Fitness Championships – 1a
- 1996 NPC Junior USA Fitness – 3a